# Noob (web-série)
 (décembre 2024).
Pour les articles homonymes, voir Noob.
Noob est une web-série française créée par Fabien Fournier, originaire de Toulon, et diffusée pour la première fois le 7 novembre 2008 sur la chaîne Nolife .
En septembre 2014, la web-série Noob remporte l'Award de la meilleure web-série internationale à Hollywood, lors des Streamy Awards de Los Angeles.
En 2015 et 2017, les films Noob ont rempli trois fois le Grand Rex de Paris pour leur avant-première[réf. nécessaire].

## Synopsis
Horizon 1.0 est un MMORPG, c’est-à-dire un jeu vidéo en ligne dans lequel des millions de joueurs arpentent le monde virtuel d’Olydri et vivent des aventures épiques sans bouger de leur fauteuil.
Parmi eux, Arthéon le guerrier, chef de la plus désastreuse guilde Noob, doit redoubler d’imagination pour mener ses compagnons d’infortune jusqu’au très convoité niveau cent. Dans son calvaire, il est accompagné par Gaea l’invocatrice, manipulatrice et vénale, Omega Zell l’assassin, macho et égocentrique, sans oublier le pire de tous, Sparadrap le prêtre, naïf et innocent.
Dans ce jeu basé sur la cohabitation entre joueurs, ils devront se supporter pour accomplir de nombreuses quêtes, explorer des donjons, parcourir des régions et affronter de terribles monstres pour augmenter leurs niveaux et remplir leur inventaire. Une affaire bien mal embarquée…

## Fiche technique
- Fabien Fournier : auteur de l'idée originale, réalisateur, scénariste, dialoguiste, monteur, infographiste, et post producteur de la série, auteur des romans et scénariste des BD, mangas, light novels et du jeu vidéo Noob
- Anne-Laure Jarnet : assistante scénariste
- Pierre Zecchini : perchiste, deuxième caméra, making of (à partir de la saison 7)
- Lucas Robert : perchiste, deuxième caméra, making of (à partir de la saison 6)
- Serwan Melk : photographe
- Mireille Freschu : photographe
- Phanat Pak : illustrateur encyclopédie
- Esaïkha Création (Carmen Nguyen-Cenalmor) : costumière
- Chant des Louves, L'Atelier fantastique : costumiers du cuir
- Mokotz : Premier Opening / Ending
- Starrysky : Deuxième Opening / Ending
- Musiques : Allan Bravo, Benjamin Oziel, Cédric Baravaglio, Cédric Tanchette, Daly N'guessan, Damien Couget, Damien Rosembly, Emeric Levardon, Guillaume Reynaert, Guillaume Tertis, Hélène Nazabal, Jean-Michel Doumic, Julian Bracciotti, Laurent-Nicolas Sans, Louis Godart, Matthieu Tessier, Nikola Savkovic, Patrice Renaud, Stéphane Dudzinski, Stéphanie Desbourdes, Sylvain Livenais, Scury, Thomas Tillard

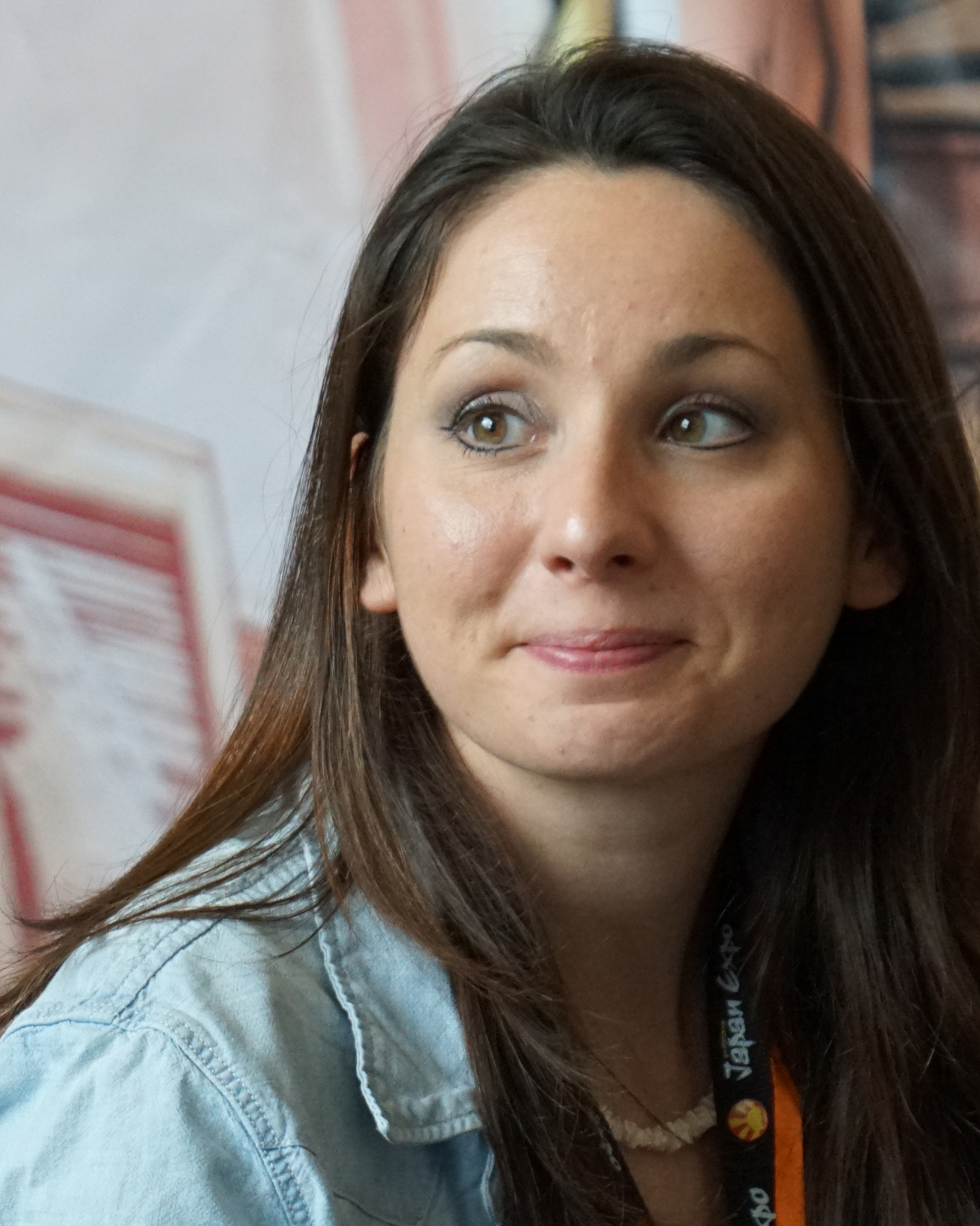
Anne-Laure Jarnet en 2016.

## Distribution

### Acteurs principaux
| Acteur                 | Rôle (dans le jeu) | Première apparition  |
| ---------------------- | ------------------ | -------------------- |
| Fabien Fournier        | Fantöm             | Saison 1, épisode 1  |
| Anne-Laure Jarnet      | Gaea               | Saison 1, épisode 1  |
| Julien Guellerin       | Omega Zell         | Saison 1, épisode 3  |
| Johanna Fournier       | Ivy                | Saison 3, épisode 4  |
| Jonathan Fourcade      | Arthéon            | Saison 1, épisode 2  |
| Frédéric Zolfanelli    | Sparadrap          | Saison 1, épisode 2  |
| Pierre-André Grasseler | Tenshirock         | Saison 1, épisode 14 |

### Guests
- Alex Pilot : Lui-même
- Frédéric Molas : Chef des Vide Grenier
- Sébastien Rassiat : Conseiller du chef des Vide Grenier
- Marcus: Lui-même / Grobin Des Doigts (Archer)
- Bob Lennon : Lui-même, Chef des Pyro-Barbares / Elfes mage de l'ordre
- TheFantasio974 (Gabriel Chevillard) : Lui-même, associé de Bob Lennon (Youtubeur Fanta Bob Show)
- JBX : Membre des Pyro-Barbares / Jibédix, espion membre de la Guilde Justice / Lord Moneyon (PNJ)
- Unsterbliicher : Membre de la guilde Justice (Youtubeur Unsterbliicher)
- Charly Picciocchi alias Gordan : Membre de la guilde des Adorateurs de Gaea (Acteur et réalisateur des Bioumen)
- Ruddy Pomarède : Psy (Créateur de Damned et Flander's Company)
- Simon Brochard : Patron de la Flander's Company (Acteur de Damned et Flander's Company)
- Laurent Charrier : Prince Glador / Membre de la guilde des Adorateurs de Gaea (Acteur de Damned et Flander's Company)
- John Lang : Grand Maître des sorts interdits
- Brigitte Lecordier : Herboriste Navine
- Éric Legrand : Alchimiste Molinof
- Pierre-Alain de Garrigues : Edmond Score
- Corin Nemec : Tom Pix
- Nicholas Brendon : Ethan Sprite
- Abraham Benrubi : Philéas Glitch

## Univers

### Personnages
Dans Noob, les personnages sont représentés par leur avatar à l'intérieur du jeu. Hormis dans certaines conditions, ils ont toujours un curseur qui flotte au-dessus de leur tête, indiquant leur pseudonyme ainsi que leur faction par sa couleur : jaune pour l'Empire, rouge pour la Coalition et, à partir de la saison 3, vert pour l'Ordre. À partir de la saison 2, certains d'entre eux (principalement les membres de la Guilde Noob) apparaissent également dans la vie réelle, ils y possèdent généralement le même physique que leur personnage.
Les personnages non-joueurs ne possèdent pas d'icônes, à part quand le joueur doit leur parler pour lancer une quête : ils possèdent alors une icône bleue en forme de point d'exclamation. Tous les Maîtres du Jeu qui apparaissent se démarquent par leur absence d'icône, néanmoins Judge Dead peut être vu malgré tout avec un curseur bleu portant son nom, dans le générique des saisons 3 et 4.

### Factions
Dans Noob, les personnages peuvent appartenir à trois factions qui combattent pour la possession d'Olydri.
| Faction   | Couleur de curseur | Cri de guerre                                  | Capitale  | Guilde meilleure au classement | Champion   |
| --------- | ------------------ | ---------------------------------------------- | --------- | ------------------------------ | ---------- |
| Empire    | Jaune              | Les ennemis de l'Empire... doivent périr !     | Centralis | Justice                        | Fantöm     |
| Coalition | Rouge              | Coalition... destruction !                     | Glacesang | Roxxor                         | Amaras     |
| Ordre     | Vert               | L'Ordre est infini ! L'Ordre dominera Olydri ! | Galaë     | Pro Game Master                | Earthquake |

## Films
Le 3 mai 2013, l'équipe de Noob propose à ses fans de financer un film via financement participatif sur la plateforme Ulule. Ce film indépendant aura pour but de clore la deuxième époque (saisons 6 à 8). Si la somme des dons dépasse les 35 000 € demandés initialement et atteint certains paliers, les fans rendront ce projet possible.
Contre toute attente, le financement participatif du film prend de l'ampleur : l'objectif initial de 35 000 € est atteint en moins de 15h, la barre des 100 000 € est dépassée 3 jours après le début de l'opération.
Ceci attire l'attention de nombreux médias, qu'ils soient spécialisés ou locaux (Var-Matin, Alloprod...) mais aussi généralistes et nationaux (France Inter, Libération, Rue89...).
À la fin du financement, la somme récoltée atteint 682 161€ soit 1 948 % de la somme demandée au début grâce à 11 933 soutiens, ce qui lui permet, à cette date, de devenir le 3e plus grand projet audiovisuel jamais financé par le financement participatif dans le monde[réf. nécessaire].
Ceci permet à l'équipe de Noob de tourner une trilogie :
- Noob Le film 1 = Mise à jour 3.0 : Le conseil des 3 Factions, sorti le 16 janvier 2015, avant-première les 10 et 11 janvier 2015 au Grand Rex de Paris ;
- Noob Le film 2 = Mise à jour 3.5 : La Quête Légendaire, sorti le 24 février 2016 et en série le 11 septembre 2015 jusqu'à l'épisode 7 ;
- Noob Le film 3 = Mise à jour 4.0 : La croisée des destins, sorti le 17 février 2017 et avant-première le 5 février 2017 au Grand Rex de Paris[7],[8][source insuffisante].

## Jeu vidéo
Le 15 septembre 2017, un nouveau projet est lancé sur Ulule. Il s'agit de Noob, le jeu, un RPG façon rétro. Le budget initial de 90 000 € est atteint et dépassé en à peine quatre heures, un record.
Le 4 novembre 2017, le projet Ulule bat le nouveau record européen de financement participatif[réf. nécessaire], avec 801 250 € collectés (890 % du budget initial)
Le 12 novembre, le projet est financé sur Ulule avec 1 246 153 € réunis, soit 1 384 % du budget demandé. C'est le premier financement participatif de ce type à dépasser le million en Europe[réf. nécessaire].

## Autres supports
Noob est une licence transmédia. Cela implique le récit d'histoires inédites et complémentaires sur des médias de toute sorte.

### Romans
- Fabien Fournier, Noob arc 1.5 : La Pierre des Âges, vol. 1, t. 1.5, La Valette-du-Var, Olydri, 2009 chez octobre / 2018 chez olydri éditions, 300 p. (ISBN 979-10-95780-22-9, présentation en ligne)
- Fabien Fournier, Noob arc 2.5 : Le Continent sans retour, vol. 2, t. 2.5, La Valette-du-Var, Olydri, 2010 chez octobre / 2018 chez olydri éditions, 300 p. (ISBN 979-10-95780-23-6, présentation en ligne)
- Fabien Fournier, Noob arc 3.5 : Les fantômes du passé, vol. 3, t. 3.5, La Valette-du-Var, Olydri, 2011 chez octobre / 2018 chez olydri éditions, 300 p. (ISBN 979-10-95780-24-3, présentation en ligne)
- Fabien Fournier, Noob arc 4.5 : La faction du Chaos, vol. 4, t. 4.5, La Valette-du-Var, Olydri, 2012 chez octobre / 2018 chez olydri éditions, 300 p. (ISBN 979-10-95780-25-0, présentation en ligne)
- Fabien Fournier, Noob arc 5.5 : Par-delà l'horizon, vol. 5, t. 5.5, La Valette-du-Var, Olydri, 2017 chez octobre / 2018 chez olydri éditions, 300 p. (ISBN 979-10-95780-26-7, présentation en ligne)
- Fabien Fournier, Néogicia, Tome 1 : Second Éveil, Olydri Éditions, 1er avril 2014, 332 p.  (ISBN 978-2-9547567-07),
- Fabien Fournier, Néogicia, Tome 2 : Héritage, Olydri Éditions, 24 juin 2016, 391 p.  (ISBN 979-1-0957800-76),
- Fabien Fournier, Néogicia, Tome 3 : Contagion, 2017, Olydri Éditions  (ISBN 979-10-95780-04-5),

### Bandes dessinées
La série est adaptée depuis le 24 mars 2010 en bande dessinée par Fabien Fournier, Philippe Cardona et Florence Torta, aux éditions Soleil.
- Noob tome 1 - Tu veux entrer dans ma guilde. Date de sortie : 24 mars 2010.  (ISBN 978-2-302-01067-3)
- Noob tome 2 - Les Filles, elles savent pas jouer d'abord. Date de sortie : 21 juillet 2010.  (ISBN 978-2-302-01160-1)
- Noob tome 3 - Un jour, je serai niveau 100. Date de sortie : 26 janvier 2011.  (ISBN 978-2-302-01383-4)
- Noob tome 4 - Les crédits ou la vie. Date de sortie : 22 juin 2011.  (ISBN 978-2-302-01742-9)
- Noob tome 5 - La coupe de Flux-Ball. Date de sortie : 9 novembre 2011. (ISBN 978-2-302-01857-0)
- Noob tome 6 - Désordre en Olydri. Date de sortie : 20 juin 2012. (ISBN 978-2-302-02331-4)
- Noob tome 7 - La chute de l'Empire. Date de sortie : 31 octobre 2012. (ISBN 978-2-302-02427-4)
- Noob tome Hors Série - Tenshirock nous a piratés ! Date de sortie : 17 avril 2013.  (ISBN 978-2-302-02472-4)
- Noob tome 8 - Retour à la case départ.  (ISBN 978-2-302-03139-5)
- Noob tome 9 - Mauvaise Réputation. Date de sortie : 4 juin 2014. (ISBN 978-2-302-03831-8)
- Noob tome 10 - À la guerre comme à la guerre ! Date de sortie : 24 juin 2015.  (ISBN 978-2-302-04645-0)
- Noob tome 11 - Trois factions, trois champions, une légende ! Date de sortie : 14 septembre 2016. (ISBN 978-2-302-05199-7)
- Noob tome 12 - Le tournoi des espoirs. Date de sortie : 14 juin 2017.  (ISBN 978-2-302-06219-1)
- Noob tome 13 - Capture d'écran. Date de sortie : juin 2019

Le Blog de Gaea est un spinoff de Noob par Anne-Laure Jarnet, Philippe Cardona et Florence Torta, chez Olydri éditions.
- Le Blog de Gaea tome 1 - La bourse ou la vie in game. Date de sortie : 24 juin 2016.  (ISBN 979-10-95780-00-7)
- Le Blog de Gaea tome 2 - Au nom de la loi. Date de sortie : 3 mars 2017.  (ISBN 979-10-95780-03-8)
- Le Blog de Gaea tome 3 - Horizon lointain. Date de sortie : 9 novembre 2018.  (ISBN 979-10-95780-17-5)
- Le Blog de Gaea tome 4 - Une journée en concert. Date de sortie : 26 septembre 2019.  (ISBN 979-10-95780-40-3)
- Le Blog de Gaea tome 5 - Gameroom Dancing. Date de sortie : 24 juin 2022.  (ISBN 979-10-95780-76-2)

Néogicia est un spinoff de Noob par Fabien Fournier, Philippe Cardona et Florence Torta, chez Olydri éditions.
- Néogicia tome 1 - Injection. Date de sortie : 26 février 2016.  (ISBN 978-2-9547567-3-8)
- Néogicia tome 2 - Frère d'armes. Date de sortie : 23 février 2018.  (ISBN 979-10-95780-16-8)

### Mangas
La série est adaptée en manga. Un spin-off appelé Noob Reroll, qui se passe plusieurs années plus tard.
- Noob Reroll tome 1 arc 1 - Date de sortie le 4 mai 2018. (ISBN 979-1-095-78020-5)
- Noob Reroll tome 2 arc 1 - Date de sortie le 5 octobre 2018. (ISBN 979-1-095-78034-2)

Néogicia est adapté en manga. L'histoire raconte les origines de Tabris.
- Néogicia tome 1 arc 1 : Les origines de Tabris - Date de sortie 19 juin 2019.  (ISBN 979-1-095-78039-7)
- Néogicia tome 2 arc 2 : Les origines de Tabris - Date de sortie 26 juin 2020.  (ISBN 979-1-095-78050-2)

### Light novels
Noob a introduit pour la première fois le format light novel en France, en respectant scrupuleusement les codes originaux du Japon[réf. souhaitée].
- Noob Reroll Tome 1 arc 1 - Date de sortie le 1er décembre 2018.
- Noob Reroll Tome 1 arc 2
- Noob Tome 1 : La Tour Galamadryabuyak - Date de sortie le 30 juin 2017.
- Noob Tome 2 : Le Baton Cheaté
- Noob Tome 3 : La Revanche De La Coalition
- Noob Tome 4 : Le Niveau Cent

## Vidéoludique

### Musique
Depuis la saison 3 de la web-série, 23 compositeurs ont créé de nombreux morceaux pour rythmer les aventures de la guilde Noob. Ces compositions peuvent être retrouvées sur pas moins de 8 albums disponibles en téléchargement légal. De plus, à l'occasion de Japan Expo 2011, un premier coffret physique regroupant les OST 1 et 2 a vu le jour.
Albums
1. Coffret OST Noob Volume 1 - 27 morceaux, durée totale : 64 min (20 avril 2015 chez Olydri éditions)
2. Coffret OST Noob Volume 2 - 26 morceaux, durée totale : 69 min (20 avril 2015 chez Olydri éditions)
3. Coffret OST Noob Volume 3 - 28 morceaux, durée totale : 69 min (20 avril 2015 chez Olydri éditions)
4. Coffret OST Noob Volume 4 - 29 morceaux, durée totale : 69 min (20 avril 2015 chez Olydri éditions)
5. Coffret OST Noob Volume 5 - 32 morceaux, durée totale : 68 min (20 avril 2015 chez Olydri éditions)
6. Coffret OST Noob Volume 6 - 26 morceaux, durée totale : 69 min (20 avril 2015 chez Olydri éditions)
7. Coffret OST Noob Volume 7 - 25 morceaux, durée totale : 61 min (20 avril 2015 chez Olydri éditions)
8. Coffret OST Noob Volume 8 - 25 morceaux, durée totale : 58 min (20 avril 2015 chez Olydri éditions)
9. Coffret OST Noob Volume 9 - 23 morceaux, durée totale : 56 min (20 avril 2015 chez Olydri éditions)

### Coffrets vidéo

#### Ancienne édition (Kazé)
- Noob intégrale saison 1, Kazé, 17 février 2010, DVD
- Noob intégrale saison 2, Kazé, 23 mars 2011, DVD
- Noob intégrale saison 3, Kazé, 07 mars 2012, DVD
- Noob Anthology (édition collector saisons 1 à 3 limitée à 1000 exemplaires), Kazé, 26 septembre 2012, DVD
- Noob intégrale saison 4, Kazé, 26 juin 2013, DVD

#### Nouvelle édition (Olydri Éditions)
- Noob, Saison 1 - L'intégrale en DVD (20 avril 2015)
- Noob, Saison 2 - L'intégrale en DVD (20 avril 2015)
- Noob, Saison 3 - L'intégrale en DVD (20 avril 2015)
- Noob, Saison 4 - L'intégrale en DVD (20 avril 2015)
- Noob, Saison 5 - L'intégrale en DVD (20 avril 2015)
- Noob, le film 1 - DVD & Blu-ray (20 avril 2015)
- Noob, le film 2 - DVD & Blu-ray (1er juillet 2016)
- Noob, le film 3 - DVD & Blu-ray (7 mai 2017)
- Noob, Coffret saisons 1 à 8 - Tour Galamadriabuyak édition limitée à 2500 exemplaires - DVD (2017)
- Noob, Coffret Époque 1 - saisons 1 à 5 - DVD (2018)